# Бронув (Гуровський повіт)
Бронув (пол. Bronów, нім. Bronau) — село в Польщі, у гміні Гура Гуровського повіту Нижньосілезького воєводства.
Населення — 196 осіб (2011).
У 1975-1998 роках село належало до Лешненського воєводства.

## Демографія
Демографічна структура станом на 31 березня 2011 року:
|          | Загалом | Допрацездатний вік | Працездатний вік | Постпрацездатний вік |
| -------- | ------- | ------------------ | ---------------- | -------------------- |
| Чоловіки | 95      | 19                 | 68               | 8                    |
| Жінки    | 101     | 24                 | 58               | 19                   |
| Разом    | 196     | 43                 | 126              | 27                   |